# Марна (бог)
Марна — бог города Газы, «владыка дождей». В эллинистическое время отождествлялся с Зевсом.
Храм Марны разрушен в 401 г. (по наущению Порфирия, действовавшего вопреки воле части населения, что потребовало поддержки римской армии), на его месте в 406 году возведена церковь.
Марна считался владыкой дождей, во время засух совершались процессии для его умилостивления.
Имя Марнас происходит от арамейского слова Маран, «Наш Господь», вероятно, обозначающего бога Дагона.
На монетах времён правления Адриана он изображён обнажённым юношей в компании богини Артемиды и напоминает Аполлона.